# Tamás Sípos
Tamás Sípos (ur. 23 lutego 1964) – węgierski wokalista.

## Życiorys
Gdy miał rok, ze względu na pracę ojca wyjechał wraz z rodziną do Paryża, gdzie mieszkał pięć lat. W 1976 roku wyjechali do Rzymu, gdzie jego ojciec był attaché wojskowym, natomiast Tamás Sípos zainteresował się muzyką rockową. Po trzech latach Sípos wrócił na Węgry, gdzie założył amatorski zespół The Brokies. Później przez rok pracował jako kasjer w Malév. Następnie na krótko był gitarzystą w zespole metalowym, po czym został studentem stomatologii. Od 1984 roku był wokalistą w weastcoastowej grupie Ekg. W 1986 roku dołączył do zespołu Exotic, który wygrał festiwal Aorta Tehetségkutató Fesztivál. Do 1988 roku Sípos pracował jako technik dentystyczny. W Exotic był wokalistą do 1993 roku, po czym rozpoczął karierę solową.
Po śmierci László Bódiego w 2013 roku został wokalistą Republic, ale rok później pod presją fanów opuścił zespół.

## Dyskografia

### Exotic
- Holdfénytánc (1988)
- Exotic (1989)
- Vadnyugat (1990)
- The Song of Freedom (1991)

### Solo
- Buli van (1993)
- Nincs baj, baby! (1994)
- Táncolj, playboy! (1995)
- Jó ez a hely! (1996)
- Boogie-woogie (1997)
- Mindig gondolj rám... (2000)[2]